# 大石くう
大石 くう（おおいし くう、元禄3年（1690年） - 宝永元年9月29日（1704年10月27日））は、江戸時代中期の女性。
元禄3年（1690年）、赤穂藩筆頭家老大石良雄とその妻りく（香林院）の長女として赤穂の大石邸で生まれる。
赤穂藩が改易されたあと、大石家の屋敷も召し上げられたので、元禄14年（1701年）5月に母りくや兄の大石良金、弟の大石吉之進、妹のるりとともに、りくの実家但馬国豊岡藩石束毎公邸に移った。その後、7月に父・良雄が山科に住居を落ち着けると、りくも子らを連れて山科へ移った。その後、吉良家討ち入り計画が進む中で連座を避けるために良雄は、討ち入りに加わることを望んだ長男良金を除いて妻りくや子らを絶縁し、元禄15年（1702年）4月15日に母りくとともに但馬豊岡へ戻ることとなった（赤穂事件）。
宝永元年（1704年）9月29日に死去。享年15。豊岡の正福寺に葬られた。法名は正覚院本光妙智信女。